# 시밀러웹
시밀러웹(SimilarWeb)은 비즈니스용 웹 애널리틱스 서비스를 제공하는 웹사이트이다. 이 기업은 고객에게 자신의 클라이언트와 경쟁사의 웹사이트 트래픽의 양, 키워드 분석을 포함한 리퍼럴 소스(referral source), 웹사이트의 상주 정도(사이트 방문 시간, 페이지 뷰, 이탈률) 등의 기능을 제공한다. 2024년 5월에 뉴욕 증권거래소에 상장됐다.

## 역사
이 기업은 2007년 이스라엘 텔아비브에서 설립되었다. 2009년 시밀러웹은 이스라엘 최초의 시드캠프(SeedCamp)를 따내면서 국제 미디어와 투자자들의 관심을 받았다. 이 기업은 시리즈 A 라운드로 1,100,000 달러를 거둬들였다.

## 같이 보기
- 알렉사 인터넷
- 컴스코어
- 닐슨 (기업)